# Gennadij Valjukevič
Gennadij Valjukevič (bělorusky:Генадзь Валюкевіч; * 1. června 1958 – 29. prosince 2019) byl sovětský a později běloruský atlet, který se věnoval trojskoku. Je otcem Dmitrije Vaľukeviče, slovenského reprezentanta v trojskoku a skoku dalekém.

## Sportovní kariéra
Celkem třikrát získal medaili v trojskoku na halovém mistrovství Evropy. V roce 1979 zvítězil, v letech 1982 a 1983 vybojoval stříbrnou medaili.